# Sticker (Handwerk)
Stickerei ist ein sehr altes Handwerk und in Deutschland anerkannter Ausbildungsberuf nach der Handwerksordnung. Der Beruf beschäftigt sich mit dem Besticken von zumeist Textilien mit Fäden, um damit Muster oder Bilder zu gestalten.  
Die Kunst des Stickens war schon im Altertum bekannt und wurde in den Klöstern Europas tradiert. Die Stickerei in Mitteleuropa erfuhr jedoch einen bedeutenden Aufschwung im Mittelalter, als zur Zeit der Kreuzzüge bestickte Stoffe in handwerklich hoher Qualität aus dem Orient eingeführt wurden. Diese dienten als Vorlagen und Muster für heimische Nachahmer. Allmählich entwickelte sich daraus ein zunftmäßiges Handwerk, das aber zumeist als Untergruppe der Schneiderzunft, gelegentlich auch der Malerzunft und manchmal auch als eigene Zunft organisiert war. Solche Zünfte sind im deutschsprachigen Raum seit ca. 1500 bekannt. Im 17. Jahrhundert begann sich das Handwerk in Mitteleuropa allmählich hin zum Manufakturwesen zu wandeln. Das 18. Jahrhundert brachte eine noch einschneidendere Änderungen für das bis dahin kleinteilig betriebene Handwerk hin zur Massenproduktion im Verlagssystem mit sich. Die in der ersten Hälfte des 19. Jahrhunderts erfundene Stickmaschine revolutionierte schließlich das Handwerk und drängte es an den Rand in Nischen, in denen es sich gegenwärtig noch befindet. So gelten heute wie einst im Mittelalter die Paramenten-Stickerei (für liturgische Textilien und Geistliche Gewänder) oder die Fahnenstickerei als nicht unbedeutende Einnahmequellen des Handwerks.
Zur Ausübung des Berufs ist heute eine 3-jährige Lehrzeit erforderlich. Nach bestandener Lehrzeit und einer mehrjährigen Berufsausübung besteht für den Sticker die Möglichkeit, die Meisterprüfung abzulegen.